# Scarlet (powieść Marissy Meyer)
Scarlet – amerykańska powieść fantastyczno-naukowa dla młodych dorosłych napisana przez Marissę Meyer i opublikowana przez Macmillan Publishers w 2013. To druga powieść z serii Saga Księżycowa, kontynuacja Cinder. Luźno bazuje na baśni o Czerwonym Kapturku. 

## Polskie wydania
Pierwsze polskie wydanie ukazało się w 2013 nakładem wydawnictwa Egmont Polska, w tłumaczeniu Doroty Konowrockiej. W 2018 pojawiło się wznowienie, wydane nakładem wydawnictwa Papierowy Księżyc, w tłumaczeniu Magdaleny Grajcar. W 2024 powieść wznowiło wydawnictwo SQN, korzystając z tego samego tłumaczenia, co wydanie z 2018.

## Odbiór
Według recenzji w „The Guardian” w książce pojawia się odpowiednia równowaga pomiędzy dwoma wątkami fabularnymi, a ich połączenie na samym końcu odbyło się w sposób płynny.